# Oxyde de cérium(III)
L'oxyde de cérium(III), ou sesquioxyde de cérium, autrefois appelé oxyde céreux, est un composé chimique de formule Ce2O3. Il se présente sous la forme d'un solide de couleur dorée cristallisé dans le système trigonal. Il arbore une couleur jaune-vert lorsqu'il est partiellement réduit. Il s'oxyde lentement en oxyde de cérium(IV) CeO2 au contact de l'air, réaction qui peut s'accélérer — jusqu'à l'incandescence — par chauffage. Il se dissout facilement dans les acides. Il présente une luminescence sous ultraviolet lorsqu'il est sous forme de céramique avec l'oxyde d'étain(II) SnO : il absorbe les rayonnements à 320 nm et les réémet à 412 nm.

## Préparation
On obtient l'oxyde de cérium(III) par réduction de l'oxyde de cérium(IV) CeO2 avec du carbone ou de l'hydrogène H2 à environ 1 400 °C ; il reste stable dans l'air s'il a été produit à des températures supérieures à 1 400 °C :
2 CeO2 + H2 ⟶ Ce2O3 + H2O ;
2 CeO2 + C ⟶ Ce2O3 + CO.

## Utilisation
Les oxydes de cérium sont utilisés comme catalyseurs pour réduire les émissions de monoxyde de carbone dans les gaz d'échappement des véhicules. Le CeO2 est réduit en Ce2O3 en présence de monoxyde de carbone dans une atmosphère pauvre en oxygène :
4 CeO2 + 2 CO ⟶ 2 Ce2O3 + 2 CO2.
À l'inverse, le Ce2O3 est oxydé en CeO2 lorsque l'atmosphère est riche en oxygène :
2 Ce2O3 + O2 ⟶ 4 CeO2.
Les applications principales de l'oxyde de cérium(III) en construction automobile sont d'une part comme catalyseur dans les pots catalytiques pour l'oxydation du monoxyde de carbone et des oxydes d'azote dans les gaz d'échappement, et d'autre part comme additif dans le gazole pour en améliorer l'efficacité énergétique et en réduire les émissions de particules en suspension. L'innocuité des oxydes de cérium dans ces usages demeure cependant discutée.
L'oxyde de cérium(III) intervient dans le cycle CeO2/Ce2O3 de craquage de l'eau, procédé thermochimique de production d'hydrogène.